# Charente (departament)
Charente (wymowaⓘ) – francuski departament położony w regionie Nowa Akwitania. Departament został utworzony 4 marca 1790 roku. Departament oznaczony jest liczbą 16.
Według danych na rok 2010 liczba zamieszkującej departament ludności wynosi 351 577 mieszk. (59 os./km²); powierzchnia departamentu to 5956 km². Ośrodkiem administracyjnym (prefekturą) i największym miastem departamentu jest Angoulême.
W 2023 roku w skład departamentu wchodziły 363 gminy (lista).

## Miejscowości
Największe miejscowości departamentu (w nawiasach liczba ludności w 2021 roku):

- Angoulême (41 086)
- Cognac (18 448)
- Soyaux (9995)
- La Couronne (7753)
- Saint-Yrieix-sur-Charente (7525)
- Ruelle-sur-Touvre (7356)
- Gond-Pontouvre (5950)
- L’Isle-d’Espagnac (5662)
- Champniers (5193)
- Barbezieux-Saint-Hilaire (4732)
- Jarnac (4470)
- Roullet-Saint-Estèphe (4312)
- Brie (4188)
- La Rochefoucauld-en-Angoumois (4002)
- Fléac (3842)
- Terres-de-Haute-Charente (3829)
- Châteaubernard (3763)
- Châteauneuf-sur-Charente (3554)
- Ruffec (3353)
- Magnac-sur-Touvre (3248)
- Saint-Michel (3224)
- Chasseneuil-sur-Bonnieure (3101)
- Rouillac (2925)
- Confolens (2722)